# Post Pop Depression
Post Pop Depression je sedmnácté sólové studiové album amerického zpěváka Iggyho Popa. Vydáno bylo 18. března roku 2016 společností Loma Vista Recordings a jeho producentem byl Josh Homme. Jeho nahrávání probíhalo v roce 2015 ve studiu Rancho De La Luna v kalifornské obci Joshua Tree. Hudebníci jej nahrávali v tajnosti. Album bylo nominováno na cenu Grammy. V hitparádě Billboard 200 se umístilo na sedmnácté příčce.

## Seznam skladeb
| Pořadí | Název                 | Délka |
| ------ | --------------------- | ----- |
| 1.     | Break Into Your Heart | 3:54  |
| 2.     | Gardenia              | 4:14  |
| 3.     | American Valhalla     | 4:38  |
| 4.     | In the Lobby          | 4:14  |
| 5.     | Sunday                | 6:06  |
| 6.     | Vulture               | 3:15  |
| 7.     | German Days           | 4:47  |
| 8.     | Chocolate Drops       | 3:58  |
| 9.     | Paraguay              | 6:25  |

## Obsazení
Základní sestava
- Iggy Pop – zpěv, kytara
- Josh Homme – zpěv, kytara, baskytara, klavír, syntezátory, mellotron, perkuse
- Dean Fertita – kytara, klavír, syntezátory, baskytara
- Matt Helders – bicí, perkuse, doprovodné vokály

Ostatní hudebníci
- David Moyer – barytonsaxofon, tenorsaxofon, altsaxofon, flétna, klarinet
- Jordan Katz – trubka
- Blake Cooper – tuba, pozoun, suzafon
- Danny T. Levin – lesní roh, pozoun, trubka, křídlovka, kornet
- Jordan Katz – pozoun, melofon, trubka
- Lauren Chipman – viola
- Daphne Chen – housle
- Eric Gorfain – housle
- Richard Dodd – violoncello
- Lynne Fiddmont – doprovodné vokály
- Sharlotte Gibson – doprovodné vokály